# Hindu fakopáncs
A hindu fakopáncs (Leiopicus mahrattensis) a madarak (Aves) osztályának harkályalakúak (Piciformes) rendjébe, ezen belül a harkályfélék (Picidae) családjába tartozó faj.

## Rendszertani besorolása
Ezt a madarat legelőször 1801-ben, John Latham angol ornitológus írta le, illetve nevezte meg; annak idején Picus mahrattensis néven. Azóta része volt a Dendrocopos és a Leiopicus nemeknek is. A Leiopicus nemet a közép fakopánccsal alkotta együtt, azonban ez utóbbit áthelyezték a Dendrocoptes nembe; emiatt manapság a hindu fakopáncs az egyetlen faja a legutóbbi nemének. A Brit Ornitológusok Egyesületének (British Ornithologists' Union) a taxonómiai bizottsága azt javasolta, hogy a Dendrocoptes-fajokat, a hindu fakopánccsal együtt a Dendropicos nembe helyezzék be.

## Előfordulása
A hindu fakopáncs Dél- és Délkelet-Ázsia egyes területein fordul elő. A következő országokban lelhető fel: Banglades, Kambodzsa, India, Laosz, Mianmar, Nepál, Pakisztán, Srí Lanka, Thaiföld és Vietnám.

## Alfajai
- Leiopicus mahrattensis brandfordi
- Leiopicus mahrattensis koelzi
- Leiopicus mahrattensis mahrattensis
- Leiopicus mahrattensis pallescens

## Megjelenése
A kisebb méretű fakopáncsok közé tartozik; a feje világos és a testtollazata tarka. A háti részének az alapszíne fekete, de ezen számos fehéres folt és csík látható. A hasi része is sötét fehéres mintázattal. A hasán vörös folt található. A pofáján és nyakán barna, alaktalan foltok vannak. A tojó fejtetője és tarkója sárga színű, míg a hímé skarlátvörös; bár a hím fejtetőjének a homloki része szintén sárga.

## Fordítás
- Ez a szócikk részben vagy egészben  a   Yellow-crowned woodpecker című angol Wikipédia-szócikk ezen változatának fordításán alapul.  Az eredeti cikk szerkesztőit annak laptörténete sorolja fel. Ez a jelzés csupán a megfogalmazás eredetét és a szerzői jogokat jelzi, nem szolgál a cikkben szereplő információk forrásmegjelöléseként.